# Krystian Ochman
Krystian Ochman (prononcé en polonais : [ˈkrɨstjan ˈɔxman], également connu sous son seul nom de famille Ochman), né le 19 juillet 1999 à Melrose dans le Massachusetts aux États-Unis, est un chanteur polono-américain. Il est révélé en 2020, lors de sa participation à la onzième saison de The Voice of Poland, qu'il remporte. Il représente la Pologne au Concours Eurovision de la chanson 2022, avec sa chanson River.

## Jeunesse
Krystian Jan Ochman naît le 19 juillet 1999 à Melrose, en banlieue de Boston, dans le Massachusetts, dans une famille polonaise, ses parents ayant fui le régime communiste.

Il reçoit une éducation musicale, son grand-père étant le chanteur d'opéra Wiesław Ochman et son père jouant du synthétiseur dans le groupe Róże Europy. Il apprendra à jouer du piano et de la trompette durant son enfance. C'est durant ses années de lycée qu'il prend ses premiers cours de chant, et interprètera par la suite le rôle du Prince dans la comédie musicale Cendrillon, au sein de son école.

Sur recommandation de son grand-père, Krystian ira étudier le chant lyrique à l'Académie de musique Karol Szymanowski de Katowice.

## 2020: The Voice of Poland
En 2020, Krystian participe à la onzième saison du télé-crochet The Voice of Poland. Lors de son audition à l'aveugle, il interprète Beneath Your Beautiful de Labrinth et Emeli Sandé, faisant se retourner les coaches Edyta Górniak et Michał Szpak. Il choisit ce dernier et terminera grand gagnant, à l'issue de la finale, le 5 décembre 2020. Il signera par la suite un contrat avec la maison de disques Universal Music Polska.

Son premier single, intitulé Światłocienie, est présenté lors de la finale de l'émission. Son premier album, initulé Ochman, sort le 19 novembre 2021 et se classe cinquième des ventes au niveau national.

Il reçoit deux nominations aux Prix Fryderyk, dans les catégories Album pop de l'année ("Album Roku Pop") et Premier enregistrement de l'année ("Fonograficzny Debiut Roku").

## 2022: Concours Eurovision de la chanson

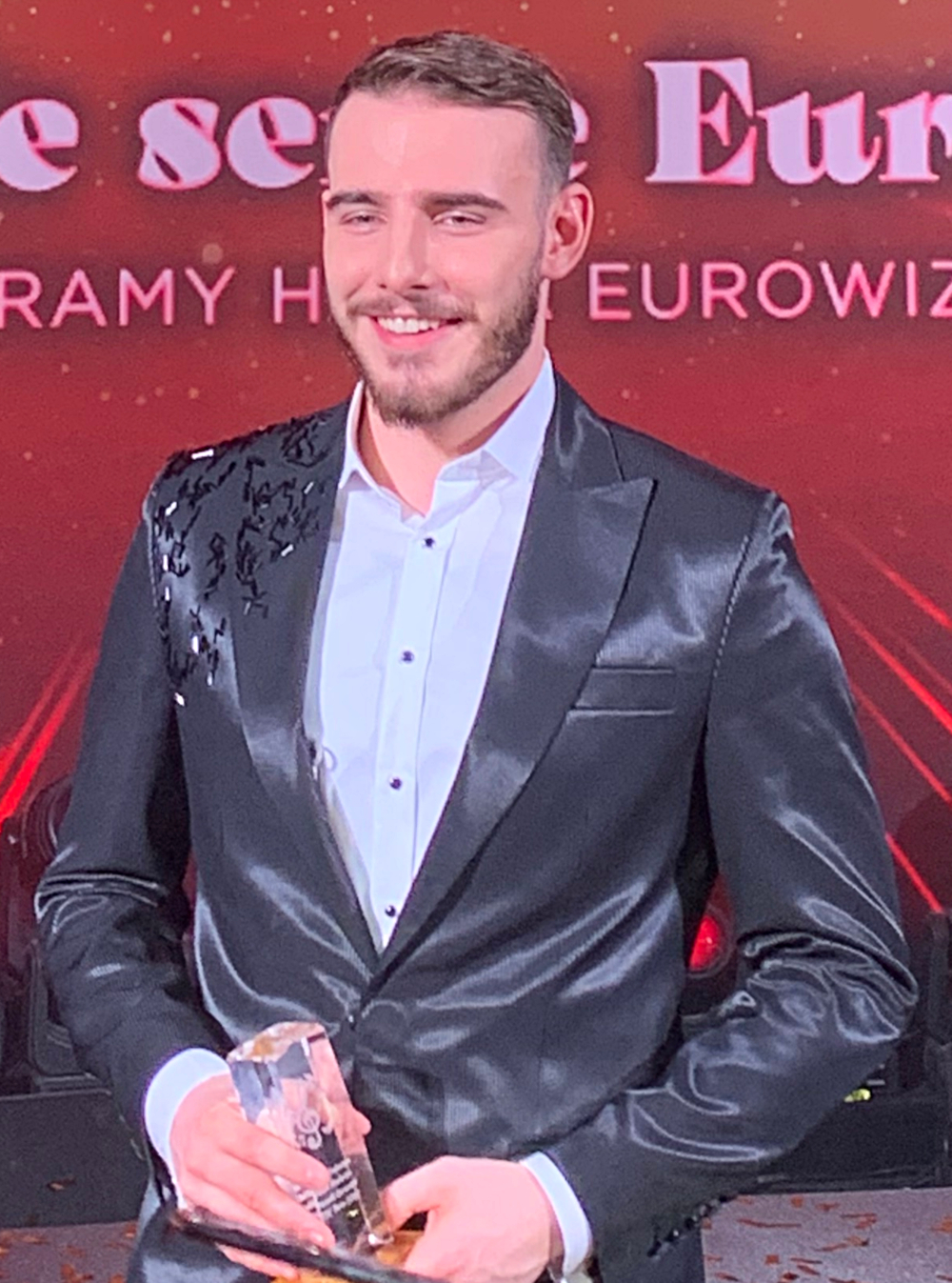
Krystian Ochman après sa qualification pour l'Eurovision.

### Sélection
Début 2022, il est annoncé par le télédiffuseur polonais TVP qu'Ochman ferait partie des dix candidats présélectionnés pour participer à l'émission Tu bije serce Europy! Wybieramy hit na Eurowizję, dans le but de sélectionner un représentant polonais pour le Concours Eurovision de la chanson 2022. Il y interprète sa chanson River, composée par lui-même, Ashley Hicklin, Adam Wiśniewski et Mikołaj Trybulec.

Le 19 février 2022, il remporte l'émission et devient par conséquent le représentant polonais à Turin en Italie.

### À l'Eurovision
Ochman présente sa chanson River lors de la seconde demi-finale, le jeudi 12 mai 2022, où il est le 14edes dix-huit participants à chanter. Il se classe 6e avec 198 points (84 du jury, 114 du public) ce qui lui permet donc d'accéder à la finale du samedi 14 mai. Ce soir-là, il est le 23e participant à chanter et il se classe à la 12e position du concours avec 151 points (46 du jury, 105 du public).

## Vie privée
Krystian Ochman possède la double nationalité polono-américaine. Il réside entre Katowice et Varsovie et est l'aîné d'une famille de trois enfants.

## Discographie

### Albums
- 2021 – Ochman
- 2023 – Testament

### Singles
- 2020 – Światłocienie
- 2021 – Wielkie tytuły
- 2021 – Lights in the Dark
- 2021 – Wspomnienie
- 2021 – Prometeusz
- 2021 – Ten sam ja
- 2021 – Złodzieje wyobraźni
- 2021 – Christmas Vibes
- 2022 – River
- 2022 – Bittersweet feat. Opał
- 2023 – Cry for You feat. Kalush Orchestra
- 2023 – Bronia feat. Jerry Heil
- 2023 – 8ball
- 2023 – Rozmyty obraz
- 2023 – Ona widzi nas
- 2023 – Telefony
- 2023 – Testament